# Kłodzino (Przelewice)
Kłodzino (deutsch Kloxin) ist ein Dorf in der Woiwodschaft Westpommern in Polen. Es gehört zur Gmina Przelewice (Gemeinde Prillwitz)  im Powiat Pyrzycki (Pyritzer Kreis).

## Geographische Lage
Das ehemalige Gutsdorf  liegt in Hinterpommern, 13 Kilometer südöstlich der Stadt  Pyritz (Pyrzyce).  Der  Plönesee (Jezioro Płoń) ist drei Kilometer entfernt.
Mit dem Straßennetz ist der Ort über eine Nebenstraße verbunden, die Płońsko (Plönzig) mit der Woiwodschaftsstraße 122 (Krajnik Dolny (Nieder Kränig)–Pyrzyce (Pyritz)–Piasecznik (Petznick)) bei Brzesko (Brietzig) verbindet.
Die nächste Bahnstation war bis 2004 Pyrzyce an der inzwischen geschlossenen Bahnstrecke Stargard (Stargard in Pommern)–Pyrzyce. Jetzt besteht Bahnanschluss über die 14 Kilometer weit entfernte Station Dolice (Dölitz) an der Bahnstrecke Posen–Stettin. Die 1898 angelegte Kleinbahnstrecke Pyritz–Plönzig der Pyritzer Kleinbahnen mit Haltepunkt in Kloxin ist noch bis 1954 von der Polnischen weiter betrieben worden und wurde dann 1987 demontiert.

## Geschichte
Die erste urkundliche Erwähnung des Dorfes stammt aus dem Jahre 1240. Damals einigten sich Herzog Barnim I. von Pommern und Bischof Konrad III. von Cammin auf ein großes Tauschgeschäft, bei dem der Herzog den Bischofszehnten von 1800 Hufen Land zu Lehen nahm, darunter von 50 Hufen in dem damals „Clodsin“ genannten Dorf.
Auf der Lubinschen Karte des Herzogtums Pommern von 1618 ist „Clocksin“ verzeichnet, erscheint aber etwas nach Norden verschoben unmittelbar am Ufer des Plönesees.

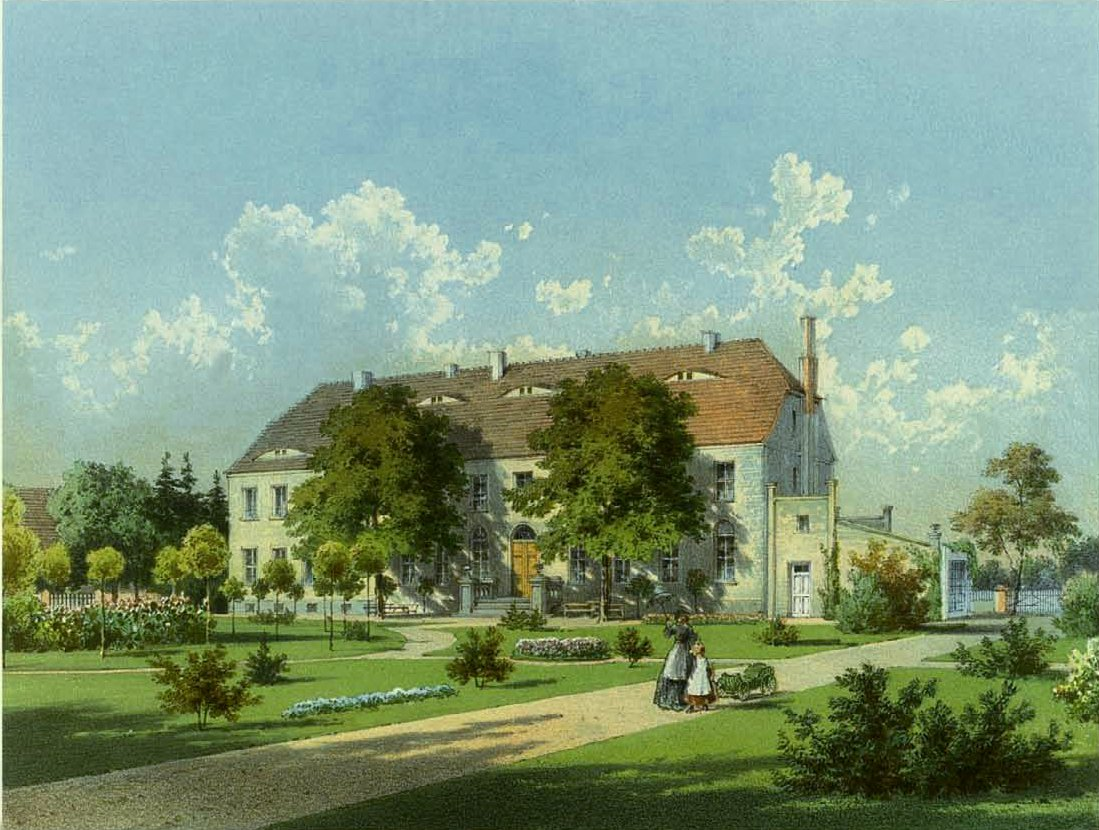
Rittergut Kloxin um 1860, Sammlung Alexander Duncker

Kloxin war von alters her ein Rittergutsdorf. Am 24. Juni 1835 kauft Heinrich von Randow das rund 5000 Morgen große Gut mit dem Vorwerk Ernestinenhof (heute polnisch: Topolinek) von seiner Schwiegermutter Johanna Thorein, geborene Mechow, für 50.000 Taler. Vorbesitzer waren u. a. die von Schack, von Küssow, von Damm und Gaedke. Das Gutshaus stammte aus dem 19. Jahrhundert.
Vor 1945 bildete Kloxin eine Landgemeinde im Landkreis Pyritz der preußischen Provinz Pommern. Zur Gemeinde gehörten auch die Wohnplätze Ernestinenhof und Herbertshof. Die Gemeinde war in den Amtsbezirk Prillwitz eingegliedert.
Gegen Ende des Zweiten Weltkriegs besetzte im Frühjahr 1945 die Rote Armee  die Region. Kurz darauf wurde Kloxin zusammen mit ganz Hinterpommern unter polnische Verwaltung gestellt. Kloxin wurde in Kłodzino umbenannt. Soweit die Einwohner nicht geflohen waren, wurden sie in der darauf folgenden Zeit vertrieben und durch Polen ersetzt.
Heute bildet Kłodzino ein eigenes Schulzenamt in der Gmina Przelewice (Gemeinde Prillwitz). Hier leben etwa 600 Einwohner.

## Einwohnerzahlen
| Jahr | Ein- wohner | Anmerkungen                              |
| ---- | ----------- | ---------------------------------------- |
| 1816 | 270         | davon fünf im Vorwerk Ernestinenhof      |
| 1867 | 150         | [ 6 ]                                    |
| 1871 | 150         | sämtlich Evangelische                    |
| 1925 | 422         | davon 354 Evangelische und 68 Katholiken |
| 1933 | 362         | [ 7 ]                                    |
| 1939 | 432         | [ 7 ]                                    |

## Kirche

### Dorfkirche
Das Kloxiner Kirchengebäude stammt aus dem 13. Jahrhundert. Von der Quaderkirche ist der an sich plumpe spätmittelalterliche Turm erwähnenswert, der von einem schweren Spitzbogen durchbrochen war – als Durchfahrt für Wagen von Süden nach Norden. Die Durchfahrt ist heute geschlossen, aber noch gut sichtbar.  Die Kirche wurde 1945 von der Katholischen Kirche in Polen für sich in Anspruch genommen. Eine der beiden Glocken der Kloxiner Kirche, sie stammt aus dem Jahre 1479, musste im Zweiten Weltkrieg zur Rohstoffgewinnung abgeliefert werden, überstand aber den Krieg und befindet sich seit 1951 in der Kirche in Hartenrod.

### Kirchengemeinde

#### Bis 1945
Vor 1945 war die Bevölkerung von Kloxin überwiegend evangelischer Konfession. Das Dorf war Pfarrsitz des gleichnamigen Kirchspiels, zu dem – bei insgesamt sieben eingepfarrten Orten, darunter: Augusttal (heute polnisch: Podlesie), Ernestinenhof (Topolinek), Felixhöhe (nicht mehr existent), Luisenhof (Lucin) und Malwinenvorwerk (Ślazowo) – auch die Tochtergemeinde Prillwitz (Przelewice) gehörte.
Im Jahre 1940 zählte das Kirchspiel Kloxin 1.424 Gemeindeglieder. Es war in den Kirchenkreis Pyritz im Westsprengel der Kirchenprovinz Pommern der Kirche der Altpreußischen Union eingegliedert. Das Kirchenpatronat oblag damals dem Rittergutsbesitzer Amtsrat Erich Kühne-Wanzleben (für Kloxin) und den Gebrüdern Geheimräte Conrad und Ernst von Borsig-Berlin (für Prillwitz).
Ein Kirchenbuchduplikat aus der Zeit von 1797 bis 1873 wird heute im Staatsarchiv Greifswald aufbewahrt.

#### Seit 1945
Seit 1945 leben in Kłodzino fast ausnahmslos katholische Kirchenglieder. Das Dorf gehört heute zum Dekanat Barlinek (Berlinchen) im Erzbistum Stettin-Cammin der Katholischen Kirche in Polen.
Für die evangelischen Kirchenglieder in der Region ist Kłodzino jetzt ein zentraler Kirchort. Er ist Filialkirchort der Kirchengemeinde der St. Trinitatiskirche in Stettin in der Diözese Breslau der Evangelisch-Augsburgischen Kirche in Polen. In der etwa 1936 von dem damaligen Gutsbesitzer Claus-Joachim Kühne erbauten Kapelle auf dem ehemaligen Friedhof finden die Gottesdienste statt.

### Pfarrer 1535–1945
Mehr als vierhundert Jahre amtierten in Kloxin evangelische Geistliche:
- Joachim Hahn
- Urbanus Gelicke
- ab 1605: Johann Brüggemann
- ab 1614: Andreas Philippi
- ab 1644: Christian Schultz oder Prätorius
- 1670: Johann Bergemann
- 1693: Martin Gericke
- 1697–1713: Joachim Strase
- 1714–1745: Martin Friedrich Wilcke
- 1746–1758: Bernd Heinrich Hempel
- 1759–1806: David Gottlob Wiesener
- 1806–1830: Christian Friedrich Reich
- 1831–1857: Ernst Wilhelm Buls
- 1857–1870: Friedrich Wilhelm Ferdinand Hausig
- 1871–1884: Hermann Adolf Franz
- 1885–1896: Karl Gustav Götsch
- 1896–1903: Friedrich Wilhelm Karl Krösell
- 1904–1934: Ernst Gené
- 1934–1945: Erich Bake